# East Wretham
East Wretham är en by i civil parish Wretham, i distriktet Breckland, i grevskapet Norfolk, i England. Byn är belägen 9 km från Thetford. East Wretham var en civil parish fram till 1935 när blev den en del av Wretham. Civil parish hade 127 invånare år 1931.